# 巴夏禮
夏利·斯密·巴夏礼爵士，KCB，GCMG（英語：Sir Harry Smith Parkes；1828年—1885年），19世纪英国外交家，主要在中国与日本工作。

## 早年
巴夏礼，1828年生于英格兰斯塔福德郡布洛克斯威奇（Bloxwich）。父亲哈里·巴克斯（Harry Parkes）是炼铁公司巴夏礼与奥特韦公司（Parkes, Otway & Co.）的创办人。他的母親和父親分別在他四岁和五歲时去世，父亲因交通意外而去世。亦因為如此，他成为了孤儿。而住在伯明翰的、曾是海军军官的伯父收留了他。他在Balsall Heath的一所寄宿学校中接受教育，后来在1838年5月，升读英皇爱德华文法学校（King Edward's Grammer School）。

## 清國

### 第一次鸦片战争
1841年6月，巴夏礼乘船航往中国，居住于表姐玛丽（Mary Wanstall Gützlaff）的住所中。1841年10月，巴夏礼抵达澳门，准备接替马儒翰的职位，担任英国驻华全权公使及商務總監砵甸乍爵士的翻译、秘书。在习得基础中文后，巴夏礼在1842年5月到香港与马儒翰会合。
此时，第一次鸦片战争爆发了。1842年6月13日，砵甸乍沿长江进攻，巴夏礼在远征中作为砵甸乍的随从。在7月21日，镇江被英军攻占。8月29日，在英军战舰康沃利斯號，中英双方签署了《南京条约》。根据条约，广州、厦门、福州、宁波和上海五个港口开放为通商口岸。

### 外交工作
在英军占领舟山后，郭士立被任命为地方知府。1842年9月开始，巴夏礼在舟山政府处任职。1843年8月，巴夏礼通过了英国领事馆在香港举办的中文水平测验，在9月被任命为福州的翻译。但是，在他赶到福州时发现他的职位已经被人代替了，就改任驻广领事、香港华人部助手。
1844年6月，他被任命为厦门的翻译。1845年3月，他和领事阿礼国一起前往福州，他担任翻译。10月4日，两人在福州受到清军掷石。1846年6月，他和阿礼国一起押运46,163英镑赔款。
1846年8月，阿礼国与巴夏礼被派往上海，巴夏礼再次担任翻译。1847年，他开始学习日文。1848年3月，他跟随一个副领事，与中方交涉，要求处罚在青浦袭击英国传教士的中国人。1848年4月9日，他被任命为上海的翻译。1850年至1851年间，他离开了中国，回到欧洲。1851年，他返华出任厦门的翻译。
1851年11月21日，他被任命为广州的翻译，1852年2月抵达广州任职。他在此代替寶寧出任领事。1853年8月又被暂时调职为广州副领事。
1854年，他被任命为厦门领事。1855年，他作为秘书，随寶寧往暹罗，缔结商业条约。这是暹罗第一次与西方国家缔结条约。5月18日，条约于曼谷签署，在条约签署后，他返回英格兰。他在7月1日抵达英格兰，并在7月9日获得维多利亚女王接见。在1855年后半年中，他都在帮助外交部处理中国、暹罗事务。

### 婚姻
在英格兰时，他在朋友家中遇到了范妮·米尔士小姐（Miss Fanny Plumer），她是第一位副大法官托马斯·米尔士爵士（Sir Thomas Plumer）的孙女。“她是一个美丽的女孩”，他在写给朋友的信中提到她，“高挑，匀称而優美，她肤色浓厚而柔和。她深棕色的眼睛充满智慧，说话又语重深长。她充满魅力，而家人都十分优秀。”经过六个星期的追求，他们在1856年元旦在伦敦小斯坦莫尔（Little Stanmore）的圣劳伦斯教堂（St. Lawrence's Church）成婚。次年1月9日，夫妇离开英格兰。

### 第二次鸦片战争
由於担任广州领事这个职位，他再次与欽差大臣、两广总督葉名琛打交道。他们之间的矛盾在不久后引发了第二次鸦片战争。
1856年10月8日，老闸船亞罗号进入珠江后被清水军官员登上。有消息指有几个海盗在英国的保护下登船，所以清军登船抓捕。12名华籍水手被捕，英国国旗被取下。巴夏禮以英国国旗被降下为由，对葉名琛表示抗议。葉名琛辩称亞罗号由中国人水手操纵，又为中国人拥有，而且当时并未升起英国国旗。巴夏禮將其视之为对条约权利的侵犯，向港督寶靈称英国国旗遭到侮辱。
葉名琛碍于颜面，拒绝道歉，只允释放9人。但遭巴夏礼拒绝。寶靈希望进一步扩大英国在广东的特权，将事件升级，引发战争，以移除在广州的贸易、外交障碍。
葉名琛拒绝让步后，皇家海军在10月29日轰破城墙，随后，巴夏礼与海军上将米高·西摩爵士一道进入葉名琛的衙门。但英国部队数量较少，不足以完全占领广州，唯有继续使用战舰、炮兵监视城市。在12月16日，中国部队在城外向欧洲聚居点开火，巴夏礼退到香港，并留了近一年。在这段时间里，他在议会内遭到了猛烈批评。
1857年11月，英国部队从香港来援。額爾金被任命驻华高级专员与全权代表，并与为一被害教士复仇的法军一道行动。巴夏礼加入到邁克爾·西摩爵士的部队中，并在12月12日对叶发出最后通牒。通牒过期后，在12月28日，广州遭到轰击。1858年1月5日，在部队攻入城内后，巴夏礼带一队水兵抓住了葉名琛。
1月9日，廣東巡撫柏貴复职。他任怡和行伍崇曜與巴夏禮交涉。但柏貴只是西方人的一个代表，城市实际上为一委员会所统治。委员会由两个英国人组成，其中一个是巴夏礼。因为巴夏礼通晓中文，所以成为了领袖。委员会建立法庭，组建警察，并在2月10日开放广州港口。在1859年12月6日，巴夏礼获得了巴斯三等勋章。
1860年8月21日，英军突袭大沽炮台，获得成功。巴夏礼参与了随后的劝降。8月24日，他到达天津后调度了联军部队，又与大臣进行了谈话。在发现大臣并非预期中的全权代表后，盟军继续向通州行进。
巴夏礼行先一步，在通州时，分别在9月14日与9月17日，两次利用通州政府，获准将军队前进至距城市5英里（8公里）处。9月18日，他离开了通州。在他发现了中国军队正在集结后，他准备回到通州通知委员会，却被清军俘虏。
巴夏礼、羅亨利、捺·辛格（Nal Singh）与两个法国士兵，被僧格林沁俘获。巴夏礼与羅亨利被送交刑部，关押于普通牢房，并饱受折磨。
9月29日，奉奕䜣之命，巴夏礼与尼斯被移到一座寺庙中关押。在10月8日，七人获释。在众人获释后，皇帝要求处决他们的命令抵达，众人逃过一劫。英國談判全權代表額爾金以「對外交人員實施虐待」為由，於10月18日下令放火燒圆明园，以作為對清廷的報復。
11月28日，他航往上海并在次年1月回到广州担任原职，处理接收九龙的事宜。根据天津条约，扬子江上的三个口岸开放。在1861年2月至4月，巴夏礼随海军中将何伯爵士沿江而行，在镇江、九江与汉口设立领事馆，并尝试与南京的太平天国军订立协议。
1861年4月，他回到北京，并在6月到南京，准备与太平天国领导会面。在1861年10月21日，联军向清廷归还广东，因此巴夏礼不再担任专员。在11月，他前往上海，在同月内，再次与太平天国领袖会面，但这次会面的地点是在宁波。
巴夏礼向洪秀全提出協助太平天國軍打敗清朝，以分享中國的商业利益，但洪秀全欲擁有全中國而拒絕巴夏礼。
1862年1月，他回到英格兰，他曾被囚一事使他变得知名。在1862年5月19日，他获得了巴斯爵级司令勋章。
1864年11月，他离开英格兰，在3月3日抵达上海，在1858年12月21日被任命为领事。

## 日本
1865年5月，正在前往扬子江港口的巴夏礼收到通知，他被任命为驻日特命全權公使与领事，而上一任特命全权公使与领事是阿礼国。
这个职位他担任了18年，在任内，他不断使用自己的影响力去支持日本的自由派。他向幕府的对手示好，所以对明治政府有影响力。因为他支持改革派，所以他成为了守旧派的目标，守旧派三次试图刺杀他。他鼓励低级成员深入研究日本：萨道义与威廉·乔治·阿斯顿（William George Aston）获益良多，后来成为日本学学者。但是，总体来说，为巴夏礼工作并不简单，他也不为日本官员、民众所知。
巴夏礼夫人因为在1867年攀登富士山而变得知名，这是第一次有非日本妇女攀登富士山。1879年11月，巴夏礼夫人在英格兰病逝，当时她正在为巴夏礼归来做准备。四日后，巴夏礼通过电报得到噩耗。

### 和纸汇报与收集
1869年，后来的首相，威廉·格萊斯頓，要求英国驻日代表团提交一份对和纸与制纸的报告。巴夏礼与他的团队在日本不同城镇作出了深入调查，出版了一份政府报告，“对日本制纸的报告”，收集了超过400张手制纸张。大部分收藏品现在在维多利亚和阿尔伯特博物馆的Paper Conservation Laboratory与邱园Economic Botany Collection展览。1879年，邱园向格拉斯哥、悉尼、墨尔本与阿德莱德送出复样，但都遗失了。巴夏礼收藏的纸张原始、价值高，造纸方法与每张纸的功能都详细记录下来。

## 朝鮮王朝
他是1883年至1884年间驻朝鲜國公使。他代表英国与朝鮮國谈判，于1883年签署了朝英通商条约（United Kingdom-Korea Treaty of 1883）。条约生效后，他成为了第一个驻朝外交代表。

## 逝世、纪念
1883年，巴夏礼到了北京。在北京时，他的健康变差，在1885年3月21日因疟疾发热病逝。1890年4月8日，干诺公爵（Duke of Connaught）为他竖立纪念碑。
香港位於九龍佐敦的白加士街以巴夏禮的姓氏命名。

## 家庭
巴夏禮的次女，梅布尔（Mabel Desborough Parkes），嫁给了皇家海军中尉埃格顿·斯科维那（Egerton Bagot Byrd Levett-Scrivener）。梅布尔在1890年策马时堕下身亡。长女马里昂（Marion）嫁给了凱瑟克家族的J.J.凯瑟克。

## 作品
据统计，巴夏礼的作品大约有20部。
- File concerning Harry Parkes' mission to Bangkok in 1856 from the Archives of the Ministry of Foreign Affairs, London.
- Papers, 1853-1872.

## 關連項目
- 巴夏礼夜壶

## 外部連結
- 駐日英國大使館，Chronology of Heads of Mission （页面存档备份，存于）
- 邱园，Economic Botany Collection，藏有巴夏禮收集的和紙

| 政府职务      | 政府职务                       | 政府职务                      |
| ------------- | ------------------------------ | ----------------------------- |
| 前任： 阿礼国 | 英国驻日本国公使 1865年–1883年 | 繼任： 弗兰西斯·理查·韦布斯特 |
| 前任： 格维纳 | 英国驻大清国公使 1883年–1885年 | 繼任： 欧格讷爵士             |